# Bösdorf (Holstein)

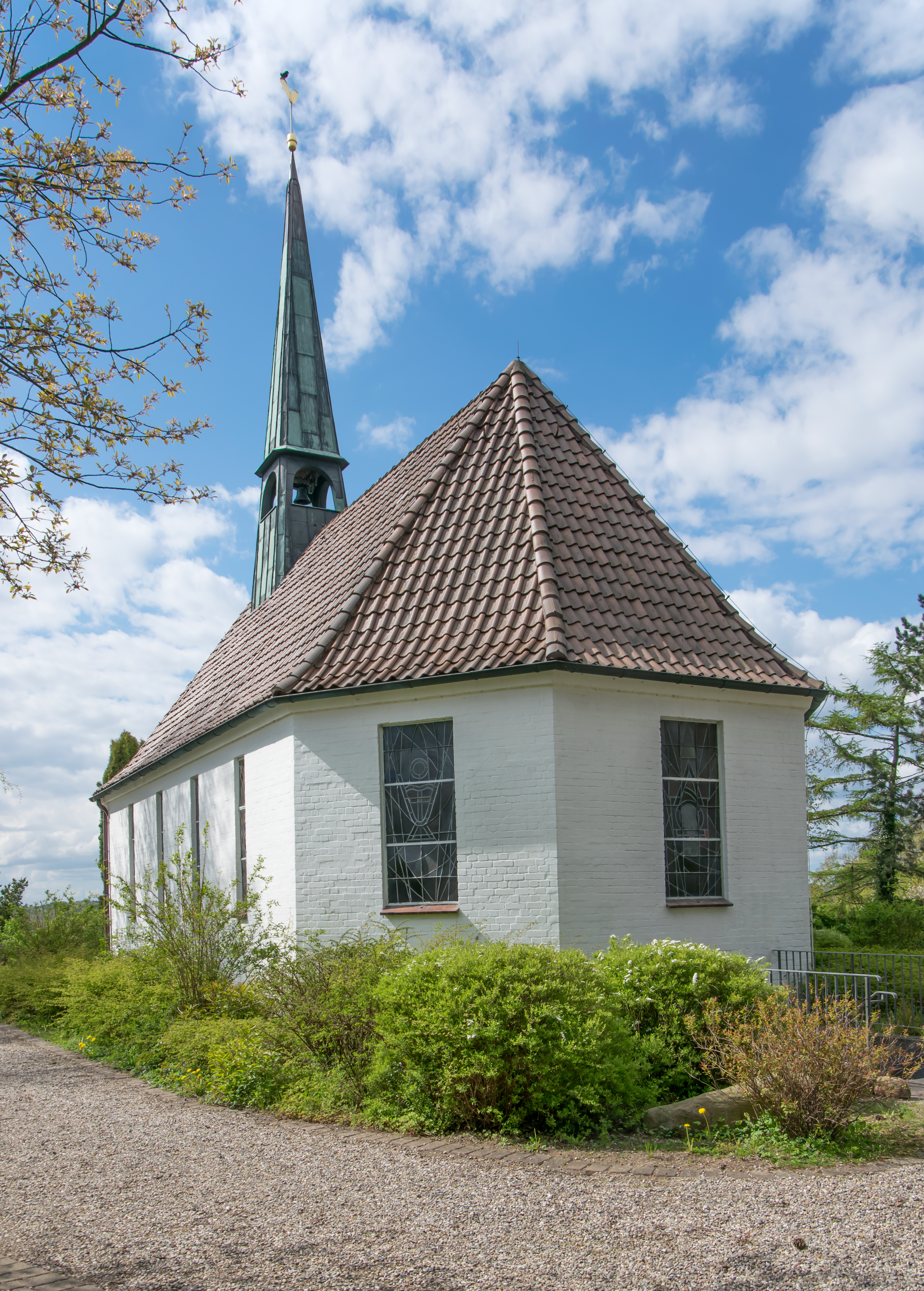
Capela de Niederkleveez

Bösdorf é um município da Alemanha, localizado no distrito de Plön, estado de Schleswig-Holstein.